# Église et prieuré Saint-Martin de Blanot
L'église Saint-Martin est une église romane située sur le territoire de la commune de Blanot, dans le département français de Saône-et-Loire en région Bourgogne-Franche-Comté. 
Elle relève à ce titre de la paroisse Saint-Augustin-en-Nord-Clunisois, qui a son siège à Ameugny.

## Historique
L'église, de style roman, date des XIe et XIIe siècles.
L'une des plus anciennes représentations figurées de l'église et du prieuré est un dessin réalisé en 1861 par Rousselot, inspecteur des Forêts (volume conservé à l'Académie de Mâcon).
En 2020, avec 126 autres lieux répartis sur le territoire du Pôle d'équilibre territorial et rural (PETR) Mâconnais Sud Bourgogne, l'église a intégré les « Chemins du roman en Mâconnais Sud Bourgogne » et bénéficié de la pose d'une signalétique spécifique.

## Protection
Elle fait l'objet d'un classement au titre des monuments historiques depuis le 19 novembre 1929, alors que le prieuré du XVIe siècle qui l'entoure fait l'objet d'une inscription depuis 1925.
Dès 1912, l'Académie de Mâcon avait attiré l'attention de la Commission des monuments historiques sur la nécessité de protéger cet édifice. En effet, cette commission avait sollicité la société savante de Mâcon pour que lui soit signalées « les églises qui mériteraient un classement immédiat » dans l'arrondissement de Mâcon, en réponse de quoi l'Académie avait remis au ministère de l'Instruction publique une liste comportant « 12 monuments parmi les plus anciens et les plus intéressants » (8 à classer en totalité et 4 en partie), parmi lesquels figurait : « le clocher et l'abside de Blanot (canton de Cluny), Xe et XIe siècles (en péril) ».

## Culte
Édifice consacré du diocèse d'Autun relevant de la paroisse Saint-Augustin-en-Nord-Clunisois (siège à Ameugny) – qui en est affectataire au titre de la loi de 1905 –, l'église de Blanot est, plusieurs siècles après sa construction, un lieu de culte catholique.

## Architecture

### Église
L'église est cimentée et recouverte de lauzes.
Elle possède un chevet roman constitué d'une abside semi-circulaire présentant pour toute ornementation une frise de dents de scie logée sous la corniche.
La travée de chœur est surmontée d'un beau clocher carré, percé à l'avant-dernier étage de paires de baies géminées séparées par des colonnes, insérées dans un décor de bandes lombardes. Le dernier niveau, séparé du précédent par un cordon de pierres, est percé sur chaque face d'une paire de baies géminées à abat-sons et surmonté d'une corniche en saillie soutenue par des modillons à copeaux.
La couverture débordante du clocher date du XVIIIe siècle.
L'autel principal, d'époque Louis XV en bois ciré et sculpté, est entouré d'un bel ensemble en bois de chêne du XIXe siècle : petits autels latéraux à niches, chaire hexagonale à panneaux lambrissés. La table d'autel, surmontée d'un retable à niche (pilastres cannelées et fronton triangulaire), est ornée d'un tabernacle et d'un gradin porte-cierge. Le mobilier de la nef se détache sur un fond ocre, il date aussi du XIXe, avec son confessionnal, ses deux statues dans les niches des autels latéraux (Notre-Dame à gauche et saint Martin, saint patron, en évêque, en bois doré, à droite) et ses quatre tableaux.
À l'angle sud-ouest de la nef est visible la « pierre du Compagnon », dalle (1,76 m x 0,81 m) découverte vers 1960 par Maurice Bonnefoy aux abords de l'église (dans l'ancien mur de clôture du cimetière), rattachée au souvenir oralement transmis de génération en génération d'un ouvrier maçon (ou charpentier ?) qui serait mort accidentellement lors de la « construction » de l'église (pierre gravée d'un buste portant une croix, encadré de part et d'autre de plusieurs outils).

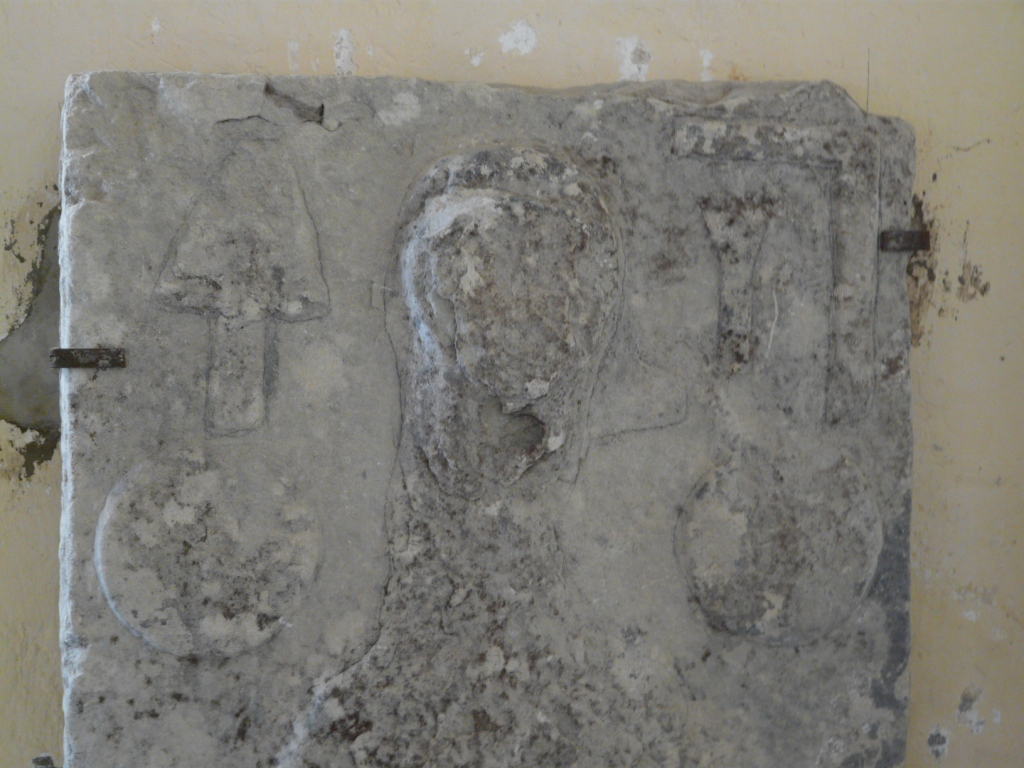
La pierre dite « du Compagnon », découverte en 1960 et dont les attributs sont ceux d'un tailleur de pierre (pierre tombale remontant peut-être à la construction de l'église).

### Prieuré
En l'an 927, Leotbald de Brancion donna le village de Blanot à la jeune abbaye de Cluny fondée 17 ans plus tôt. La construction des bâtiments du prieuré s'est étalée du XIIe au XVIe siècle. Ils abritèrent les gestionnaires laïques du domaine clunisien (probablement le « prévôt »), parmi lesquels Duran de Blanot, père de Jean de Blanot, célèbre légiste au XIIIe siècle.
Les bâtiments furent fortifiés du XIIIe au XVIe siècle, période marquée par la guerre de Cent Ans (1337–1439), les guerres entre la France et le duché de Bourgogne et les guerres de Religion (1562–1594).
On peut encore, de nos jours, admirer des fragments de peintures gothiques du XIIIe et du XIVe siècle dans l'une des pièces du prieuré, ainsi que des graffiti dans le grenier (qui évoquent le terrible hiver de 1572), mais aussi des poutres brulées dans les deux grands salons (attestant l'incendie volontaire de 1594 dont furent responsables des Protestants).